# Voulgézac
Voulgézac – miejscowość i gmina we Francji, w regionie Nowa Akwitania, w departamencie Charente.
Według danych na rok 1990 gminę zamieszkiwało 289 osób, a gęstość zaludnienia wynosiła 22 osób/km² (wśród 1467 gmin regionu Poitou-Charentes Voulgézac plasuje się na 725. miejscu pod względem liczby ludności, natomiast pod względem powierzchni na miejscu 669.).